# Залесе-Випихи
Залесе-Випихи (пол. Zalesie-Wypychy) — село в Польщі, у гміні Снядово Ломжинського повіту Підляського воєводства.
Населення — 41 особа (2011).
У 1975-1998 роках село належало до Ломжинського воєводства.

## Демографія
Демографічна структура станом на 31 березня 2011 року:
|          | Загалом | Допрацездатний вік | Працездатний вік | Постпрацездатний вік |
| -------- | ------- | ------------------ | ---------------- | -------------------- |
| Чоловіки | 21      | 11                 | 9                | 1                    |
| Жінки    | 20      | 4                  | 13               | 3                    |
| Разом    | 41      | 15                 | 22               | 4                    |